# Carl Hiaasen
Carl Hiaasen (Fort Lauderdale, 12 marzo 1953) è un giornalista e scrittore statunitense.

## Biografia
Nato e cresciuto in Florida da una famiglia di origine norvegese, laureato all'Università della Florida, dall'età di 23 anni lavora al Miami Herald, dove si dedica al giornalismo investigativo, concentrandosi soprattutto sul tema dello sviluppo edilizio a danno dell'ambiente naturale. A partire dal 1985 il quotidiano gli concede una rubrica a cadenza settimanale, che esce tutt'oggi.
Dai primi anni ottanta Hiaasen comincia a dedicarsi anche alla narrativa. Dopo aver scritto tre thriller con l'amico e collega William D. Montalbano, nel 1986 esordisce da solo con Alta stagione, nel quale sono già evidenti stile e temi della produzione successiva, in larga parte ispirata alla sua attività giornalistica e alla denuncia della corruzione nella vita politica della Florida.
Nel 1992 con il romanzo Key Largo (Native Tongue) vince il Premio Dilys.
Nel 1996 dal suo romanzo Strip tease (1993) è stato tratto l'omonimo film diretto da Andrew Bergman e interpretato da Demi Moore.
Nel 2002 pubblica Hoot, con il quale si cimenta per la prima volta con successo anche nella letteratura per ragazzi. Nel 2006 ne è stato tratto l'omonimo film prodotto da New Line Cinema e Walden Media.

## Opere

### Romanzi
- Powder Burn (1981) con William D. Montalbano
- Trap Line (1982) con William D. Montalbano
- Funerali a Pechino (A Death in China) (1984) con William D. Montalbano. Segretissimo n. 1068
- Alta stagione (Tourist Season) (1986) Baldini & Castoldi, 1997 ISBN 88-8089-253-3 (edito anche con il titolo Miami killer, Il mandarino, 1988 ISBN 88-224-3001-8)
- L'esca mortale (Double Whammy) (1987) Arnoldo Mondadori Editore, 1998 ISBN 88-04-44309-X
- Biscayne Bay (Skin Tight) (1989) Arnoldo Mondadori Editore, 1991 ISBN 88-04-34838-0
- Key Largo (Native Tongue) (1991) Arnoldo Mondadori Editore, 1992 ISBN 88-04-36212-X
- Strip tease (Strip Tease) (1993) Interno giallo, 1994 ISBN 88-04-38524-3
- Aria di tempesta (Stormy Weather) (1995) Baldini & Castoldi, 1998 ISBN 88-8089-447-1
- Che fortuna! (Lucky You) (1997) Baldini & Castoldi, 1999 ISBN 88-8089-642-3
- Naked Came the Manatee (1998) (in collaborazione con 12 altri autori)
- Cane sciolto (Sick Puppy) (2000) Rizzoli, 2003 ISBN 8817871540
- Crocodile rock (Basket Case) (2002) Meridiano zero, 2008 ISBN 9788882371753
- Una donna di troppo (Skinny Dip) (2004), Meridiano zero, 2010
- Nature Girl (2006)
- Star Island (2010)
- Bad Monkey (2013) Inedito in Italia
- No surrender (2017)

### Romanzi per ragazzi
- Hoot (Hoot) (2002) Arnoldo Mondadori Editore, 2003 ISBN 88-04-52299-2
- Tutto scorre... (Flush) (2005) Arnoldo Mondadori Editore, 2006 ISBN 88-04-55480-0
- Scat (2008)
- Skink No Surrender (2017)

### Saggistica
- Team Rodent: How Disney Devours the World (1998)
- Kick Ass (1999), raccolta dei migliori articoli di Hiaasen apparsi sul Miami Herald
- Paradise Screwed: Selected Columns (2001), seconda raccolta di articoli
- The Downhill Lie (2008), saggio umoristico sul golf